# Asia Airways
Asia Airways war eine Fluggesellschaft aus Tadschikistan, die 2007 gegründet wurde. Mit Stand Dezember 2016 bestand die Flotte der Asia Airways aus zwei Flugzeugen mit einem Durchschnittsalter von 26,4 Jahren:
- 1 Fokker 50 (betrieben für Jubba Airways (Somalia))
- 1 Boeing 737-500 (betrieben für Aéro-Frêt, Kongo)

Die Gesellschaft stellte im November 2015 ihre Tätigkeit ein.